# 高畠町立高畠中学校
高畠町立高畠中学校（たかはたちょうりつ たかはたちゅうがっこう）は、山形県東置賜郡高畠町にある公立中学校。

## 概要
- 2010年度（平成22年度）に高畠町の高畠町立中学校再編統合計画のを策定。将来においても人口減少が予測されることなどから、高畠町にある4つの中学校を統合し[2]、2016年4月に開校した[3]。

## 沿革
- 2016年（平成28年）4月1日 - 高畠町内の4中学校が統合して、高畠町唯一の中学校である高畠中学校が開校。

## 学区
- 高畠町全域